# Calocitta
Calocitta Gray, 1841 è un genere di uccelli passeriformi della famiglia dei corvidi.

## Etimologia
Il nome scientifico del genere, Calocitta, deriva dall'unione delle parole greche καλος (kalos, "bellissimo") e κιττα (kitta, "ghiandaia"), col significato di "ghiandaia bellissima" in riferimento alla livrea e alle lunghe code delle specie ascritte al genere.

## Descrizione

C. formosa.

Al genere vengono ascritti uccelli di dimensioni anche piuttosto grandi (43-77 cm), dei quali almeno la metà spetta alla lunga coda: l'aspetto è inconfondibile con becco conico robusto e non molto lungo, ciuffo erettile di lunghe penne sul vertice, ali appuntite e digitate, forti zampe e coda sottile e semirigida, lunga quanto il corpo o anche più.

La livrea è azzurra sull'area dorsale e bianca su petto e ventre, mentre il ciuffo e aree più o meno estese della faccia (a seconda della specie, come intuibile anche dai nomi comuni) sono di colore nero: a dispetto della vivace colorazione, il dimorfismo sessuale è praticamente assente.

## Biologia
Le specie ascritte al genere hanno abitudini diurne e vivono da sole o in coppie: onnivore, le ghiandaie dal ciuffo si nutrono indifferentemente di cibo di origine vegetale e animale a seconda della reperibilità del momento.

Ambedue i sessi collaborano nelle varie fasi della riproduzione, talvolta con la collaborazione di giovani di covate precedenti.

## Distribuzione e habitat
Le due specie ascritte al genere Calocitta sono diffuse lungo la costa pacifica dell'America centrale, dal Messico nord-occidentale a Panama nord-occidentale: ambedue popolano le aree alberate e cespugliose semiaride, ma la gazza dal ciuffo golabianca si spinge anche in ambienti più umidi.

## Tassonomia

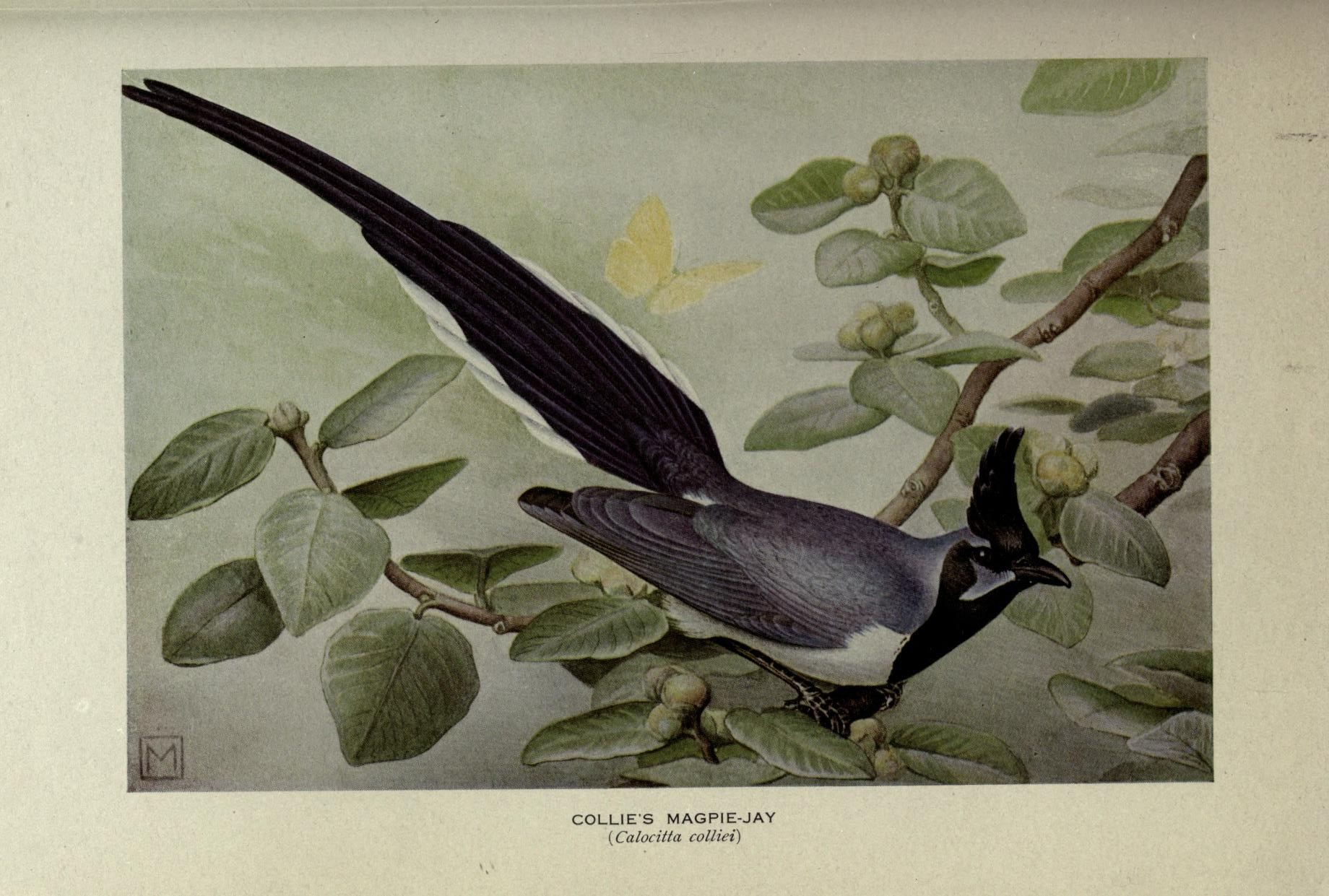
C. colliei.

Al genere vengono ascritte due specie:
Famiglia Corvidae
- Genere Calocitta
  - Calocitta colliei (Vigors, 1829) - gazza dal ciuffo golanera
  - Calocitta formosa (Swainson, 1827) - gazza dal ciuffo golabianca

Le due specie sono piuttosto affini e si ibridano con facilità anche in natura, e in passato venivano considerate conspecifiche, non di rado nell'ambito del genere Cyanocorax: esse occupano però un clade distinto, affine a Cyanocorax, ma ancora di più a Psilorhinus.